# 알바니아 공화국 (1925년~1928년)
알바니아 공화국(알바니아어: Republika Shqiptare)은 1925년부터 1928년까지 현재의 알바니아에 존재했던 공화국이다.
1925년에 제정된 헌법에 따라 알바니아는 공국에서 공화국으로 바뀌었다. 1928년 아흐메트 베이 조구(Ahmet Bej Zogu) 대통령이 자신을 알바니아의 국왕인 조구 1세임을 선언하면서 왕국이 수립되었다.

## 같이 보기
- 알바니아
- 알바니아 왕국 (1928년~1939년)